# Mycalesis fluviatilis
Mycalesis fluviatilis är en fjärilsart som beskrevs av Smith 1898. Mycalesis fluviatilis ingår i släktet Mycalesis och familjen praktfjärilar. Inga underarter finns listade i Catalogue of Life.